# Alegoria da Pintura (Artemisia Gentileschi)
Alegoria da pintura é uma obra de arte pintada pela artista italiana barroca Artemisia Gentileschi. Está no Musée de Tessé, Le Mans, França. É uma das muitas pinturas feitas por Gentileschi com este tema, mas a representação neste quadro, em particular, é incomum. Com isso, estudiosos têm sugerido que pode ter outro significado. A sua atribuição a Gentileschi é relativamente recente, sendo associada a ela apenas em 1988.